# ۱۲۷۲۷ کاوندیش
سیارک ۱۲۷۲۷ (به انگلیسی: 12727 Cavendish، نامگذاری:1991PB20) دوازده هزار و هفتصد و بیست و هفتمین سیارک کشف شده‌است که در ۱۴ اوت ۱۹۹۱ کشف شد.
قدر مطلق سیارک برابر ۲۱.۴ است.